# Fernando Monetti
Fernando Monetti "Luis Cardona ó lucho" (La Plata, Buenos Aires, 21 de febrero de 1989) es un futbolista argentino que se desempeña como arquero y actualmente se encuentra en Ferrocarril oeste de la Primera Nacional de Argentina.
Posee el récord de minutos consecutivos con la valla invicta en la historia de Gimnasia y Esgrima La Plata, con 569 minutos sin recibir goles en la temporada 2012-13.

## Trayectoria

### Gimnasia La Plata
Fernando Monetti se inició en el Club Alumni de la Liga Platense, donde fue descubierto por Marcelo Ramos, quien lo llevó a las divisiones inferiores de Gimnasia y Esgrima La Plata.[cita requerida] Con edad de Quinta División fue promovido para jugar con la Reserva (conocida también como la Tercera) del mismo club. El domingo 21 de noviembre de 2010 tuvo su debut en el fútbol profesional de la Primera División de Argentina, jugando para Gimnasia frente al conjunto de Vélez Sarsfield. 
En febrero de 2011, Monetti firmó un contrato de cinco años con Gimnasia asegurando su permanencia en el club hasta el mes de junio del año 2016. Durante el Clausura 2011, tras malas actuaciones de Gastón Sessa, ganó la titularidad en Gimnasia. Luego del descenso del club, se convirtió en un referente del Lobo, siendo uno de los mejores arqueros del Campeonato de Primera B Nacional 2012-13.
Durante el mercado de pases de invierno de 2012, sonó como refuerzo de varios clubes argentinos y del exterior, pero ninguna oferta se concretó, ya que la mayoría eran solo rumores. Entre los clubes interesados en contratarlo, se había hablado de un interés de Daniel Passarella, presidente de River Plate, pero dicho interés se diluyó. Durante 2013 fue observado de cerca por el seleccionador argentino Alejandro Sabella para ocupar el puesto de tercer arquero en la Copa Mundial de Fútbol de 2014, disputada en Brasil.[cita requerida] En la temporada 2012-13 logró que no le convirtieran goles por 570 minutos, superando así el récord histórico en Gimnasia obtenido por Carlos Minoian en 1962 de 526 minutos sin recibir goles.

### Lanús
El 10 de enero de 2015 fue contratado por el Club Atlético Lanús. Allí se consagró campeón del Campeonato de Primera División 2016 y de la Copa del Bicentenario.

### Atlético Nacional
En enero de 2018, Monetti fue transferido a Atlético Nacional de la Primera A de Colombia por solicitud del entrenador Jorge Almirón, quien ya lo había dirigido en Club Atlético Lanús. Monetti tuvo un récord de 22 partidos de local sin haberle marcado un gol.

### San Lorenzo
A fines del 2018, el arquero llegó a préstamo a San Lorenzo, club de la Primera División de Argentina, por seis meses y con opción de compra por solicitud del entrenador Jorge Almirón, quien ya lo había dirigido en Atlético Nacional y en Lanús. 

Debutó en San Lorenzo, el 20 de enero de 2019, nada menos que frente al Clásico rival Huracán, por un partido postergado, correspondiente a la fecha 13 del torneo argentino. A la fecha siguiente, en la vista de San Lorenzo a Defensa y Justicia, irresponsablemente se hizo expulsar al agredir a un alcanza pelota. Tras una fecha de suspensión regresó a la titularidad, la que mantuvo durante los cuatro siguientes partidos, hasta el enfrentamiento con Boca Juniors, partido en el que nuevamente sufrió la expulsión. De los cuatro partidos restantes del campeonato, sólo fue titular en uno, frente a su ex equipo Gimnasia y Esgrima.
Fue además el arquero titular de San Lorenzo, durante los seis partidos que el equipo disputó por el grupo inicial de Copa Libertadores de América.
Con un balance trece partidos, y de diez goles recibidos, pero fuertemente cuestionado por sus flojos desempeños y sus irresponsables expulsiones, finalizado el semestre, dejó el club para retornar a Atlético Nacional.

### Segunda etapa en Atlético Nacional
En su vuelta al club colombiano no fue tenido en cuenta y prácticamente no tuvo participación durante todo el segundo semestre de 2019. 

### Segunda etapa en San Lorenzo
A principios de 2020, retornó al club de Boedo, en condición de libre, para disputar la segunda parte de la Primera División de Argentina.

Ya sin Jorge Almirón -entrenador que lo llevó, en su primer etapa, a San Lorenzo-, el arquero titular de San Lorenzo,  había vuelto a ser Sebastián Torrico, por lo que Monetti, debió competir por la titularidad, no jugando ni un solo partido de los que disputó San Lorenzo y ocupando el banco de suplentes, hasta que se determinó la suspensión del fútbol, por la pandemia del Covid-19.

Durante la pretemporada 2020, en el entrenamiento del día 4 de noviembre, Torrico, sufrió una luxación en el hombro derecho, 

lo que determinó la baja del entonces arquero titular y posibilitó la vuelta a la titularidad de Monetti.

### Sarmiento de Junín
El 10 de agosto de 2023, se convirtió en refuerzo de Sarmiento de Junín, de la Liga Profesional de Fútbol, donde llegó con el pase en su poder y firmó contrato por 18 meses.

## Estadísticas
| Club                         | Div.                | Temporada           | Liga  | Liga         | Liga          | Copas Nacionales | Copas Nacionales | Copas Nacionales | Copa Internacional | Copa Internacional | Copa Internacional | Total | Total        | Total         |
| Club                         | Div.                | Temporada           | Part. | Goles Recib. | Valla Invicta | Part.            | Goles Recib.     | Valla Invicta    | Part.              | Goles Recib.       | Valla Invicta      | Part. | Goles Recib. | Valla Invicta |
| ---------------------------- | ------------------- | ------------------- | ----- | ------------ | ------------- | ---------------- | ---------------- | ---------------- | ------------------ | ------------------ | ------------------ | ----- | ------------ | ------------- |
| Gimnasia La Plata Argentina  | 1.ª                 | 2010/11             | 15    | 15           | 5             | -                | -                | -                | -                  | -                  | -                  | 15    | 15           | 5             |
| Gimnasia La Plata Argentina  | 2.ª                 | 2011/12             | 37    | 32           | 16            | 1                | 0                | 1                | -                  | -                  | -                  | 38    | 32           | 17            |
| Gimnasia La Plata Argentina  | 2.ª                 | 2012/13             | 37    | 25           | 20            | 1                | 0                | 1                | -                  | -                  | -                  | 38    | 25           | 21            |
| Gimnasia La Plata Argentina  | 1.ª                 | 2013/14             | 38    | 43           | 13            | -                | -                | -                | -                  | -                  | -                  | 38    | 43           | 13            |
| Gimnasia La Plata Argentina  | 1.ª                 | 2014                | 19    | 15           | 9             | 1                | 0                | 1                | 2                  | 1                  | 1                  | 22    | 16           | 12            |
| Gimnasia La Plata Argentina  | Total               | Total               | 146   | 130          | 63            | 3                | 0                | 3                | 2                  | 1                  | 1                  | 151   | 131          | 67            |
| C. A. Lanús Argentina        | 1.ª                 | 2015                | 20    | 20           | 6             | -                | -                | -                | 3                  | 1                  | 2                  | 23    | 21           | 8             |
| C. A. Lanús Argentina        | 1.ª                 | 2016                | 16    | 7            | 11            | -                | -                | -                | -                  | -                  | -                  | 16    | 7            | 11            |
| C. A. Lanús Argentina        | 1.ª                 | 2016/17             | 14    | 9            | 6             | 3                | 3                | 1                | 2                  | 3                  | 0                  | 19    | 15           | 7             |
| C. A. Lanús Argentina        | 1.ª                 | 2017/18             | 8     | 15           | 3             | 1                | 2                | 0                | -                  | -                  | -                  | 9     | 17           | 3             |
| C. A. Lanús Argentina        | 1.ª                 | 2022                | 24    | 34           | 6             | 13               | 15               | 3                | 7                  | 4                  | 4                  | 44    | 53           | 13            |
| C. A. Lanús Argentina        | Total               | Total               | 82    | 85           | 32            | 17               | 20               | 4                | 12                 | 8                  | 6                  | 111   | 113          | 42            |
| Atlético Nacional · Colombia | 1.ª                 | 2018                | 25    | 13           | 21            | 2                | 2                | 1                | 7                  | 5                  | 3                  | 34    | 20           | 20            |
| Atlético Nacional · Colombia | Total               | Total               | 25    | 13           | 16            | 2                | 2                | 1                | 7                  | 5                  | 3                  | 34    | 20           | 20            |
| San Lorenzo Argentina        | 1.ª                 | 2019                | 7     | 8            | 2             | 5                | 4                | 2                | 6                  | 2                  | 4                  | 18    | 14           | 8             |
| San Lorenzo Argentina        | 1.ª                 | 2020-2021           | 0     | 0            | 0             | 16               | 21               | 6                | 0                  | 0                  | 0                  | 16    | 21           | 6             |
| San Lorenzo Argentina        | Total               | Total               | 7     | 8            | 2             | 21               | 25               | 8                | 6                  | 2                  | 4                  | 34    | 35           | 14            |
| Total en su carrera          | Total en su carrera | Total en su carrera | 260   | 236          | 113           | 43               | 47               | 16               | 27                 | 16                 | 14                 | 330   | 299          | 143           |

## Palmarés

### Títulos nacionales
| Título                | Club              | País      | Año  |
| --------------------- | ----------------- | --------- | ---- |
| Primera División      | Lanús             | Argentina | 2016 |
| Copa del Bicentenario | Lanús             | Argentina | 2016 |
| Supercopa Argentina   | Lanús             | Argentina | 2016 |
| Categoría Primera A   | Atlético Nacional | Colombia  | 2018 |
| Copa Colombia         | Atlético Nacional | Colombia  | 2018 |